# جيم كابالدي
جيم كابالدي (بالإنجليزية: Jim Capaldi)‏ كان مغني وكاتب أغاني وعازف طبول إنجليزي (1944 - 2005). امتدت مسيرته الموسيقية لأكثر من أربعة عقود. شارك في تأسيس فريق السيكاديلك روك psychedelic rock «ترافيك Traffic» عام 1967، مع ستيف وينوود الذي شارك معه في كتابة غالبية مواد الفرقة. تم دخوله في قاعة مشاهير الروك آند رول Rock and Roll Hall of Fame كجزء من تشكيلة ترافيك الأصلية. اشترك كابالدي بالأداء مع جيمي هندريكس، وإيريك كلابتون، وجورج هاريسون، وألفين لي، وكات ستيفنز، ومايلون لوفيفر، وآخرين.
بصفته فنانًا منفردًا، فقد سجل أكثر من ستة أغاني ناجحة في بلدان مختلفة، وأشهرها أغنية «هذا هو الحب That's Love»، و«الحب يؤلم Love Hurts».

## وصلات خارجية
- Official website
- MP3 information
- Traffic band member Capaldi dies from the بي بي سي
- Jim Capaldi Quotes
- Jubilee Action
- Jubilee Campaign
- جيم كابالدي على موقع فايند أغريف